# Charles Saumarez Smith
Charles Robert Saumarez Smith (né le 28 mai 1954) est un historien de la culture britannique spécialisé dans l'histoire de l'art, du design et de l'architecture. Il est secrétaire et directeur général de la Royal Academy of Arts de Londres de 2007 à 2018. Il est auparavant directeur de la National Portrait Gallery de 1994 à 2002 et directeur de la National Gallery de 2002 à 2007. Il a publié divers articles et livres, dont The Company of Artists:The Origins of the Royal Academy of Arts de Londres.

## Biographie
Charles Saumarez Smith est né dans un ancien presbytère du village de Redlynch, dans le Wiltshire, près de Salisbury. Il est le fils de William Hanbury Saumarez Smith, ancien fonctionnaire indien, et arrière-petit-fils de William Saumarez Smith, archevêque de Sydney au XIXe siècle. Son frère aîné est le libraire londonien John Saumarez Smith.
Il fait ses études au Marlborough College, où un portrait de Gainsborough appartenant à l'école éveille son intérêt pour l'art. Il étudie ensuite l'histoire et l'histoire de l'art au King's College de Cambridge, obtenant une double mention très bien, et, après avoir obtenu son diplôme, reçoit une bourse Henry pour étudier au Fogg Art Museum de Cambridge, Massachusetts. Il étudie pour son doctorat sous la direction de Michael Baxandall à l'Institut Warburg de Londres, et obtient un doctorat en 1986 avec sa thèse intitulée « Charles Howard, 3e comte de Carlisle et l'architecture de Castle Howard ». Entre-temps, il est nommé Christie's Research Fellow en histoire des arts appliqués au Christ's College de Cambridge et enseigne à temps partiel au département d'histoire et de théorie de l'art de l'Université de l'Essex.
En 1982, Saumarez Smith est nommé par Roy Strong conservateur adjoint au Victoria and Albert Museum, où il contribue à la création du programme de maîtrise en histoire du design du V&A/RCA et contribue à la publication de The New Museology en 1989. En 1990, sa thèse de doctorat, intitulée The Building of Castle Howard, est publiée par Faber and Faber et reçoit la médaille Alice David Hitchcock. La même année, il est nommé directeur de la recherche au Victoria and Albert Museum de Londres. En 1994, il publie un ouvrage sur la décoration intérieure du XVIIIe siècle, avant de devenir directeur de la National Portrait Gallery. Avec son équipe, il fait plus que doubler le nombre de visiteurs en organisant des expositions de photographes contemporains, dont Annie Leibovitz, Richard Avedon, Bruce Weber et le photographe de mode Mario Testino. Il préside également à la construction d'une extension du NPG en 2000, l'aile Ondaatje, conçue par Jeremy Dixon et Edward Jones. De 2001 à 2002, Saumarez Smith est professeur Slade à l'Université d'Oxford, où il donne des conférences sur « L'état du musée ».
Saumarez Smith est candidat à la direction du V&A et du British Museum avant de devenir directeur de la National Gallery en 2002. Le principal succès de sa direction est l'achat de La Vierge aux œillets de Raphaël en 2004 pour 22 millions de livres sterling, récolté grâce à un appel public à dons. Cependant, peu d'autres acquisitions majeures sont réalisées par la National Gallery sous Saumarez Smith en raison des prix importants pratiqués pour les tableaux de maîtres anciens. Il critique vivement le gouvernement de Tony Blair pour avoir consacré trop peu de fonds au financement des musées et pour ne pas avoir créé d'incitations fiscales pour les donateurs potentiels aux musées.
En 2006, la National Gallery inaugure un nouveau hall d'entrée au rez-de-chaussée, conçu, comme l'aile Ondaatje, par le cabinet d'architectes Dixon Jones. Ce projet a déjà débuté sous la direction de Neil MacGregor, prédécesseur de Saumarez Smith. En 2007, une lutte de pouvoir éclate entre Peter Scott, président du conseil d'administration de la National Gallery, et le directeur. À la même époque, on apprend que Saumarez Smith postule au poste nouvellement créé de secrétaire et directeur général de la Royal Academy. Il démissionne de la National Gallery le 26 juillet 2007 et est remplacé par Martin Wyld, conservateur en chef de la National Gallery, comme directeur par intérim, jusqu'à la nomination de Nicholas Penny au poste de directeur permanent au printemps 2008.
Il est secrétaire et directeur général de la Royal Academy of Arts de Londres de 2007 jusqu'à sa démission en 2018. Il est remplacé par Axel Rϋger, qui prend ses fonctions en 2019,.
Durant son passage à la Royal Academy, Saumarez Smith est responsable de la restauration de la Keeper's House dans toute sa splendeur d'antan et de l'élaboration des plans du 6 Burlington Gardens, un bâtiment classé Grade II* conçu par James Pennethorne situé immédiatement au nord de la Royal Academy. Il y nomme l'architecte David Chipperfield. À l'approche du 250e anniversaire de la Royal Academy en 2018, Saumarez Smith supervise la collecte de fonds annuelle, le financement des recettes de la Royal Academy et la levée de fonds pour le projet d'investissement, avec une demande de subvention de 12,7 millions de livres sterling auprès du Heritage Lottery Fund. Il préside le programme d'expositions, notamment Anish Kapoor, Bronze, Sensing Spaces, Anselm Kiefer et le blockbuster de 2012, David Hockney, the Bigger Picture, qui est l'exposition la plus visitée de l'année au Royaume-Uni. En 2014, Saumarez Smith nomme Tim Marlow, commissaire d'exposition et diffuseur de White Cube, comme premier directeur des programmes artistiques.
Saumarez Smith est un ancien professeur invité à Queen Mary, Université de Londres, administrateur de Charleston et de la Royal Drawing School. Il est nommé Commandeur de l'Ordre de l'Empire britannique (CBE) lors des honneurs du Nouvel An 2008 et est fait chevalier dans la liste des honneurs de l'anniversaire de la reine en 2018.
En 2019, Saumarez Smith devient le premier professeur d'histoire de l'architecture à la Royal Academy.